# Команда озимого покоління
«Кома́нда ози́мого поколі́ння» — політичний альянс, створений для участі у парламентських виборах 2002 року.
До складу альянсу увійшли такі партії:

- Конституційно-демократична партія
- Ліберально-демократична партія України
- Партія приватної власності
- Українська селянська демократична партія

Виборчий список очолювали:

- Хорошковський Валерій Іванович
- Богословська Інна Германівна
- Ситник Микола Костянтинович (Микола Вересень)
- Процик Остап Ярославович
- Вощевський Валерій Миколайович

За результатами виборів Команда озимого покоління набрала 2,02 % голосів виборців і до парламенту не потрапила.

## Агітація
Для реклами блоку гурт Скрябін записав пісню та кліп «Озимі люди» (інший варіант назви «Любити платити»). Трек увійшов до альбому «Озимі люди».